# Saint-Félix-de-Foncaude
Saint-Félix-de-Foncaude är en kommun i departementet Gironde i regionen Nouvelle-Aquitaine i sydvästra Frankrike. Kommunen ligger i kantonen Sauveterre-de-Guyenne som tillhör arrondissementet Langon. År 2022 hade Saint-Félix-de-Foncaude 291 invånare.

## Befolkningsutveckling
Antalet invånare i kommunen Saint-Félix-de-Foncaude
Referens:INSEE